# Dark Reign
«Тёмное Правление» (англ. Dark Reign) — серия комиксов Marvel Comics. Комикс выходил ежемесячно с декабря 2008 по декабрь 2009 года. Серия представляет собой крупномасштабный кроссовер с участием многих супергероев и суперзлодеев мультивселенной Marvel Comics. Сюжет основан на событиях, которые развивались в предыдущие кроссоверы вселенной Marvel: Гражданская Война, Мировая война Халка и Тайное Вторжение.

## Создание
«Тёмное правление» — сюжетная линия, начатая комиксом Dark Reign: Secret Invasion, написанным Брайном Бендисом и нарисованным Алексом Малеевым в декабре 2008 года. Затем сюжет комикса продолжался в других комиксах вселенной Marvel. Чтобы выделить комиксы входящие в данный сюжет, было решено подставить к ним заголовок «Тёмное правление» (англ. Dark Reign).
Основная сюжетная линия ведёт к 2010 году к событиям комикса «Осада».

## Сюжет
После вторжения Скруллов на Землю во время событий «Тайного Вторжения», Норман Озборн становится главой Щ.И.Т., заменяя на этом посту Тони Старка. Главную роль в этом сыграл Дэдпул, так как он должен был передать данные о том, как убить Королеву Скруллов Веранке, Нику Фьюри. Но в ходе ошибки информация попала к Норману Озборну. Воспользовавшись этим, он убивает Королеву Скруллов и становится директором Щ.И.Т.а, который позже переименовывает в М.О.Л.О.Т. Также он формирует собственную команду Мстителей, Тёмных Мстителей, состоящую из: Часового, Ареса, Лунного Камня (в роли Мисс Марвел), Нох-Варра (в роли Капитана Марвела), Меченого (выступил как Соколиный глаз), Дакена (представлен как Росомаха) и Мака Гаргана (как Человека-паука). Также он собирает Тёмных Людей Икс: Тёмный зверь, Мимик, Оружие Омега и Мистик. Всем несогласным с назначением Озборна приходится бежать из страны или скрываться от властей.
Одновременно с этим Норман формирует альянс под названием Заговорщики, — тёмный аналог Иллюминатов; в который вошли: Доктор Дум, Эмма Фрост, Нэмор, Локи и Капюшон. С последним Озборн объединяется с целью подчинить себе все организованные бандитские группировки страны. Он также использует М.О.Л.О.Т. для осуществления своих замыслов. Перекрасив костюм Железного человека в цвета Капитана Америки, Озборн становится Железным патриотом — главным супергероем новой эпохи. Однако Норман по-прежнему страдает от психического расстройства, возникшего много лет назад.
Манипулируя безумным Озборном, Локи внушает ему, что Асгард, родина скандинавских богов, возродившаяся после Рагнарёка в воздухе над городом Брокстоном в штате Оклахома, представляет опасность для империи Нормана. Когда бывшему Зелёному гоблину не удаётся убедить президента США организовать атаку на волшебное царство, Локи провоцирует стычку Вольштагга с «Ю-Врагами», в результате которой был уничтожен футбольный стадион, а многие люди погибли. У Озборна появляется новый повод атаковать Асгард и он отправляет в бой Тёмных Мстителей во главе с Аресом. Вскоре тот понимает, что его обманули, а асгардцы — не враги, но прежде чем ему удаётся остановить Озборна, его разрывает пополам Часовой по приказу самого Нормана. В то же время Стив Роджерс отправляет команду настоящих Мстителей на защиту Асгарда. Разгневанный Озборн приказывает Часовому уничтожить весь Асгард, однако Железный человек с помощью пульта дистанционного управления разбивает броню Патриота на части. Весь мир видит, что сошедший с ума Норман Озборн нарисовал на своём лице маску Зелёного гоблина. Часовой теряет над собой контроль, обратившись в Мрака. Чтобы остановить его, Старк рушит на него авианосец М.О.Л.О.Т.а, а Тор добивает его по его же просьбе. Осада Асгарда оканчивается провалом и Озборна отправляют в психиатрическую лечебницу для опасных преступников. Это приводит к концу эпохи Тёмного Правления.

## Персонажи
- Норман Озборн — бывший Зелёный Гоблин, основной персонаж событий «Тёмного правления» Брайн Бендис пишет: «Люди знают какая он сволочь, но не обращают на это внимание, пока он гарантирует им безопасность».[6] Характерно показано, что он готов уничтожить всё, что хоть как-то может подмочить его репутацию Героя Общества. Он украл чертежи брони Железного Человека и создал свою собственную броню, теперь он известен как Железный Патриот. Через несколько комиксов показано, что Озборн является психически нестабильным и проявляет приступы Зелёного Гоблина.[7][8]

- Локи — часто упоминается как великий манипулятор. Он использует средства Озборна, чтобы заставить Тора убить Бора (отца Одина) и это становится причиной изгнания Тора.[9] Затем с помощью Дума, Локи вступает на трон Асгарда. Однако во время нападения Чтона на Землю, Локи замаскировавшись под Алую Ведьму собирает новую команду Могучих Мстителей, которая побеждает злого бога.[10] Также Локи управляет психическим состоянием Озборна, тем самым ускоряя его свержение.[11]

## Выпуски
В сюжетные комиксы вошли
| - Agents of Atlas (vol. 2) #1-7 - The Amazing Spider-Man #595-599 - Avengers: The Initiative #20-25 - Black Panther (vol. 5) #1-6 - Dark Avengers #1-8 - Dark Avengers: Ares #1-3 - Dark Avengers/Uncanny X-Men: Exodus #1 - Dark Avengers/Uncanny X-Men: Utopia #1 - Dark Reign Files #1 - Dark Reign: he Cabal #1 - Dark Reign: Elektra - Dark Reign: Fantastic Four - Dark Reign: Green Goblin\|The Goblin Legacy #1 - Dark Reign: Hawkeye - Dark Reign: The Hood - Dark Reign: Lethal Legion - Dark Reign: The List — The Amazing Spider-Man | - Dark Reign: The List — Avengers - Dark Reign: The List — Daredevil - Dark Reign: The List — Hulk - Dark Reign: The List — Punisher - Dark Reign: The List — Secret Warriors - Dark Reign: The List — X-Men - Dark Reign: The List — Wolverine - Dark Reign: Made Men - Dark Reign: Mister Negative #1-3 - Dark Reign: New Nation #1 - Dark Reign: The Sinister Spider-Man #1-4 - Dark Reign: Young Avengers #1-5 - Dark Reign: Zodiac #1-3 - Dark Wolverine #75-80 - Dark X-Men: The Beginning #1-3 - Deadpool (vol. 2) #6-12 - Hulk (vol. 2) #13 - The Incredible Hercules #127-128 | - The Invincible Iron Man #8-19 - Marvel Spotlight: Dark Reign #1 - The Mighty Avengers #21-26 - M.O.D.O.K.: Reign Delay #1 - Ms. Marvel (vol. 2) #31-46 - New Avengers #48-55 - New Avengers: The Reunion #1-4 - Punisher (vol. 2) #1-6 - Savage She-Hulk (vol. 2) #1-4 - Secret Invasion: Dark Reign #1 - Secret Invasion: Requiem #1 - Secret Warriors #1-6 - Skrull Kill Krew (vol. 2) #1-5 - Thunderbolts #128-140 - Uncanny X-Men #513-514, Annual #2 - War Machine (vol. 2) #1-5, #10-12 - Wolverine: Origins #33-36 - X-Men: Legacy #226-227 |

Неуказанные выпуски
- Agents of Atlas (vol. 2) #8
- Avengers: The Initiative #26-30
- Black Panther (vol. 5) #7-9
- Captain America (vol. 5) #49-50
- Captain America #600
- Captain America Reborn #1-6
- Captain Britain and MI13 #10-15, Annual #1
- Dark X-Men: The Confession #1
- Free Comic Book Day 2009 Avengers
- Incredible Hulk #601-605
- The Immortal Iron Fist #27
- The Mighty Avengers #27-33
- New Avengers #56-60, Annual #3
- Planet Skaar Prologue #1
- Secret Warriors #7-10
- Skaar: Son of Hulk #11-12
- Spider-Woman #1-6
- Thor #600-606
- Thor: Full Circle #1
- Thunderbolts #126-127
- Timestorm 2009-2099 #4
- Vengeance of Moon Knight #1-5

## Последствия
Начиная с января 2010, правление Нормана Озборна подходит к концу в событиях сюжета «Осада», в котором показано вторжение Нормана в Асгард и воссоединение Мстителей и началу  нового века, Эры героев.